# 大ヒマラヤトレイル

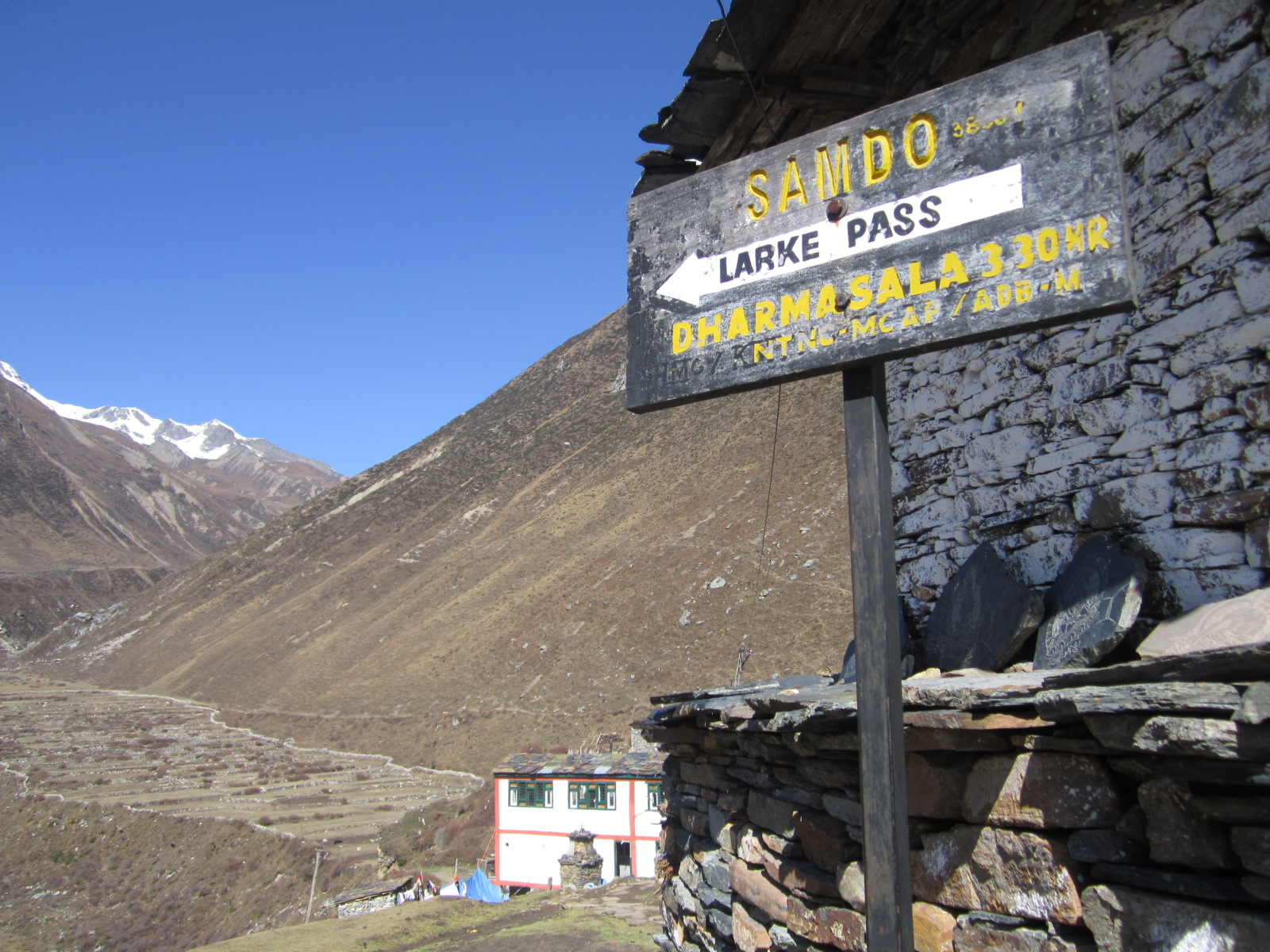
ネパールのサムド（Samdo）でクラーク峠へ向かう

大ヒマラヤトレイル（だいヒマラヤトレイル、英語: Great Himalaya Trail、略称：GHT）は、英語をそのままカタカナ化してグレート・ヒマラヤ・トレイルとも呼ばれ、世界の尾根・ヒマラヤ山脈を東から西へ貫くトレッキング用のトレイルで、ブータン・インド・ネパールにかけて広げる構想で、現在一部が完成している。

## 概要
大ヒマラヤトレイルはヒマラヤ山脈を東から西に横断するトレッキング用のトレイルである。トレイルの当初のコンセプトでは、ネパールの東端から西端まで、合計約1,700キロメートルの長距離トレッキング用トレイルを確立することあった。大コンセプトでは、パキスタンのナンガパルバットからチベットのナムチャバルワまで、インド、ネパール、ブータン、チベットを通過する大ヒマラヤ山脈の長さに広がる、4,500キロメートル以上のトレイルが提案されている。現在、実際の連続ルートは概念に過ぎないが、完成すれば世界で最も長く、最も高い高度山岳のトレイル行程になる。
2014年11月現在、ネパールとブータンのセクションのクロスカントリー・ハイキングは、資金の豊富な国際非政府組織によって行われ、地球上で最も遠隔地にある村のいくつかを訪れ、この地域の高原・谷を含む多様な風景・高原と風景を通り抜ける。ネパールが提案するGHTには、上位ルートと下位ルートのネットワークで構成される10のセクションがあり、既存のルートを使って大まかに示されているが、これらのルートは継続的で中断のないトレイルを提供している訳ではない。